# Szabó Géza (lelkész)
Szabó Géza (1904. április 5. – Szamosújvár, 1991. április 11.) erdélyi magyar református lelkész, népmesegyűjtő, meseíró.

## Életútja, munkássága
Középiskoláit a kolozsvári Református kollégiumban végezte, majd a Református teológiai fakultáson lelkészi képesítést szerzett. Helyettes, ill. segédlelkészként szolgált Rettegen (1928–29), Székelykövesden (1929–30), Azuga–Buşteni-ben (1930), Héjjasfalván (1930), Marosgezsében (1930–31), Petrozsényben (1931–32), rendes lelkész volt Marosugrán (1936–40), Szamosfalván (1940–43), Kispetriben (1943–46), végül nyugdíjazásáig (1975) Magyarkiskapuson.

## Néprajzi gyűjtései
- Az aranyszívű pásztor (Bukarest, 1971; ua. románul, Bukarest, 1971; újrakiad. Bukarest, 1972. Mesetarisznya könyvsorozat)
- Az igazság tölgyfája : kalotaszegi mesék és népmondák. Ill. Soó Zöld Margit (Bukarest, 1978)

Későbbi közleményeiben (Helytörténeti mondák és regék. Kalotaszeg, 1990/2; 1991/1, 2; Történelmi legendák, Kalotaszeg, 1991/5; Kalotaszegi mesék, uo. 1991/7) feldolgozta a kalotaszegi lelkészi állomáshelyein gyűjtött népmondákat és -meséket, amelyekben egy babonákkal terhelt népi hiedelemvilág elevenedik meg.